# Lam Research
Lam Research Corporation és un proveïdor nord-americà d'equips de fabricació d'oblies electròniques i serveis relacionats per a la indústria dels semiconductors. Els seus productes s'utilitzen principalment en el processament d'hòsties frontals, que inclou els passos que creen els components actius dels dispositius semiconductors (transistors, condensadors) i el seu cablejat (interconnexions). L'empresa també construeix equips per a l'encapsulat (WLP) del circuits integrtats i per a mercats de fabricació relacionats, com ara sistemes microelectromecànics (MEMS).
Lam Research va ser fundada l'any 1980 pel Dr. David K. Lam i té la seu a Fremont, Califòrnia, a Silicon Valley. A partir del 2018, va ser el segon fabricant més gran de la zona de la badia, després de Tesla.
Lam Research dissenya i construeix productes per a la fabricació de semiconductors, inclosos equips per a la deposició de pel·lícules primes, gravat amb plasma, tires fotoresistents i processos de neteja d'oblies. Al llarg de la fabricació de semiconductors, aquestes tecnologies ajuden a crear transistors, interconnexions, memòria avançada i estructures d'embalatge. També s'utilitzen per a aplicacions en mercats relacionats com els sistemes microelectromecànics (MEMS) i els díodes emissors de llum (LED).
L'empresa comercialitza els seus productes i serveis principalment a empreses implicades en la producció de semiconductors als Estats Units, Europa i Àsia.
Els clients importants de Lam inclouen Intel; Kioxia; Micron Technology; Samsung Electronics; SK Hynix; TSMC i Yangtze Memory Technologies.